# Yoneji Masuda
Pour les articles homonymes, voir Masuda (homonymie).
Yoneji Masuda (né en 1909 et décédé en 1995) est un sociologue japonais.
Il est l'un des pionniers de l'idée de Société de l'information (en japonais Joho Shakai).
C'est un futurologue qui a eu une vision idéaliste de la société post-industrielle fondée sur l'explosion de l'information et l'utilisation de celle-ci de façon accrue dans les activités économiques de son pays. Il promet alors une société où la créativité intellectuelle prendra le dessus sur le désir de consommation matérielle instauré par la société de l'abondance.
Son activité professionnelle et académique a eu une importance décisive dans la définition stratégique d'un modèle de société technologique au Japon.Il a travaillé dans divers programmes ministériels japonais tel que le Ministère du Travail et celui de l'Éducation afin d'améliorer et de rationaliser les pratiques de production et de formation. Il a été directeur de l'Institut pour le Développement des Usages des Ordinateurs au Japon, fondateur et président de l'Institut pour l'informatisation de la Société, professeur à l'Université d'Aomuri et directeur de la Société Japonaise de Créativité. Il élabore pour l'institut JACUDI (Japan Computer Usage Development Institut) un Plan pour la Société de l'information devenant ainsi l'objectif national pour l'an 2000.Il est l'auteur de plusieurs ouvrages sur la technologie et la société.

## Publications
1980 : The Information Society as Post-Industrial Society